# Thomas Pöge
Thomas Pöge est un bobeur allemand, né le 6 mai 1979.

## Palmarès

### Championnats monde
- : médaillé de bronze en bob à 4 aux championnats monde de 2008.